# Velilla del Río Carrión
Velilla del Río Carrión – gmina w Hiszpanii, w prowincji Palencia, w Kastylii i León, o powierzchni 198,94 km². W 2011 roku gmina liczyła 1493 mieszkańców.